# Jordan Walsh
Jordan E. Walsh (Dallas, Texas; 3 de marzo de 2004) es un baloncestista estadounidense que pertenece a la plantilla de los Boston Celtics de la NBA. Con 1,98 metros de estatura, juega en la posición de alero.

## Trayectoria deportiva

### Universidad

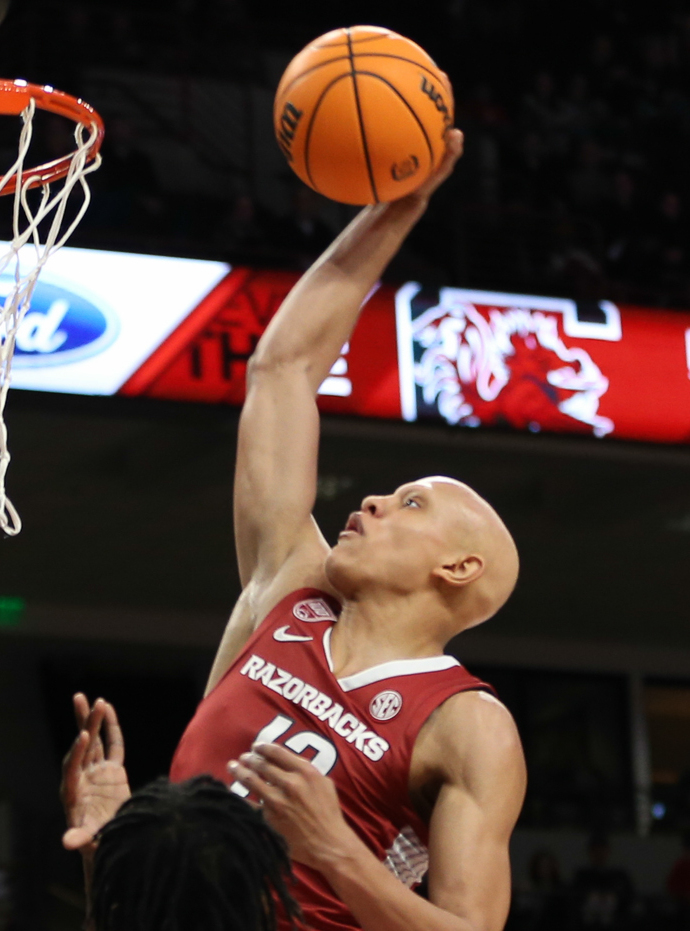
Jordan Walsh con Arkansas en 2023.

Tras participar en su etapa de instituto en los prestigiosos Jordan Brand Classic y McDonald's All-American Game, jugó una temporada con los Razorbacks de la Universidad de Arkansas, en la que promedió 7,1 puntos, 3,9 rebotes y 1,1 robos de balón por partido. El 19 de abril de 2023 se declaró para el draft de la NBA mientras mantenía su elegibilidad universitaria. Posteriormente decidió permanecer en el draft.

#### Estadísticas
| Año     | Equipo   | PJ | PT | MPP  | %TC  | %3P  | %TL  | RPP | APP | ROB | TPP | PPP |
| ------- | -------- | -- | -- | ---- | ---- | ---- | ---- | --- | --- | --- | --- | --- |
| 2022–23 | Arkansas | 36 | 22 | 24.4 | .433 | .278 | .712 | 3.9 | .9  | 1.1 | .5  | 7.1 |
| Total   | Total    | 36 | 22 | 24.4 | .433 | .278 | .712 | 3.9 | .9  | 1.1 | .5  | 7.1 |

### Profesional
Fue elegido en la trigésimo octava posición del Draft de la NBA de 2023 por los Sacramento Kings, pero sus derechos fueron traspasados posteriormente a los Boston Celtics a cambio de Colby Jones y una futura selección de segunda ronda del draft. El 6 de julio de 2023, los Celtics firmaron a Walsh un contrato por cuatro años y 7,6 millones de dólares.
El 17 de enero de 2024 debutó en la NBA en la victoria por 117-98 ante los San Antonio Spurs, recogiendo 4 rebotes en los últimos 3 minutos de juego. El 17 de junio de 2024 se convierte en campeón de la NBA tras la victoria de Boston en las Finales a Dallas Mavericks (4-1).

## Estadísticas de su carrera en la NBA
|  | Denota temporada en la que fue Campeón de la NBA |

### Temporada regular
| Año     | Equipo | PJ | PT | MPP | %TC  | %3P  | %TL  | RPP | APP | ROB | TPP | PPP |
| ------- | ------ | -- | -- | --- | ---- | ---- | ---- | --- | --- | --- | --- | --- |
| 2023-24 | Boston | 9  | 1  | 9.2 | .400 | .222 | .500 | 2.2 | .6  | .6  | .1  | 1.7 |
| Total   | Total  | 9  | 1  | 9.2 | .400 | .222 | .500 | 2.2 | .6  | .6  | .1  | 1.7 |

### Playoffs
| Año   | Equipo | PJ | PT | MPP | %TC  | %3P  | %TL | RPP | APP | ROB | TPP | PPP |
| ----- | ------ | -- | -- | --- | ---- | ---- | --- | --- | --- | --- | --- | --- |
| 2024  | Boston | 3  | 0  | 3.7 | .333 | .000 | –   | .7  | .0  | .0  | .0  | .7  |
| Total | Total  | 3  | 0  | 3.7 | .333 | .000 | –   | .7  | .0  | .0  | .0  | .7  |